# ليشترفيلد (برلين)
ليشترفيلد هو مكان في منطقة (Boroughs and neighborhoods of Berlin) []ستيجلتز-زيليندورف (Steglitz-Zehlendorf) في برلين، ألمانيا. حتى عام 2001 كان جزءًا من حي ستيجلتز (Steglitz) السابق، جنبا إلى جنب مع ستيجلتز و لانكويتز.

## معرض الصور

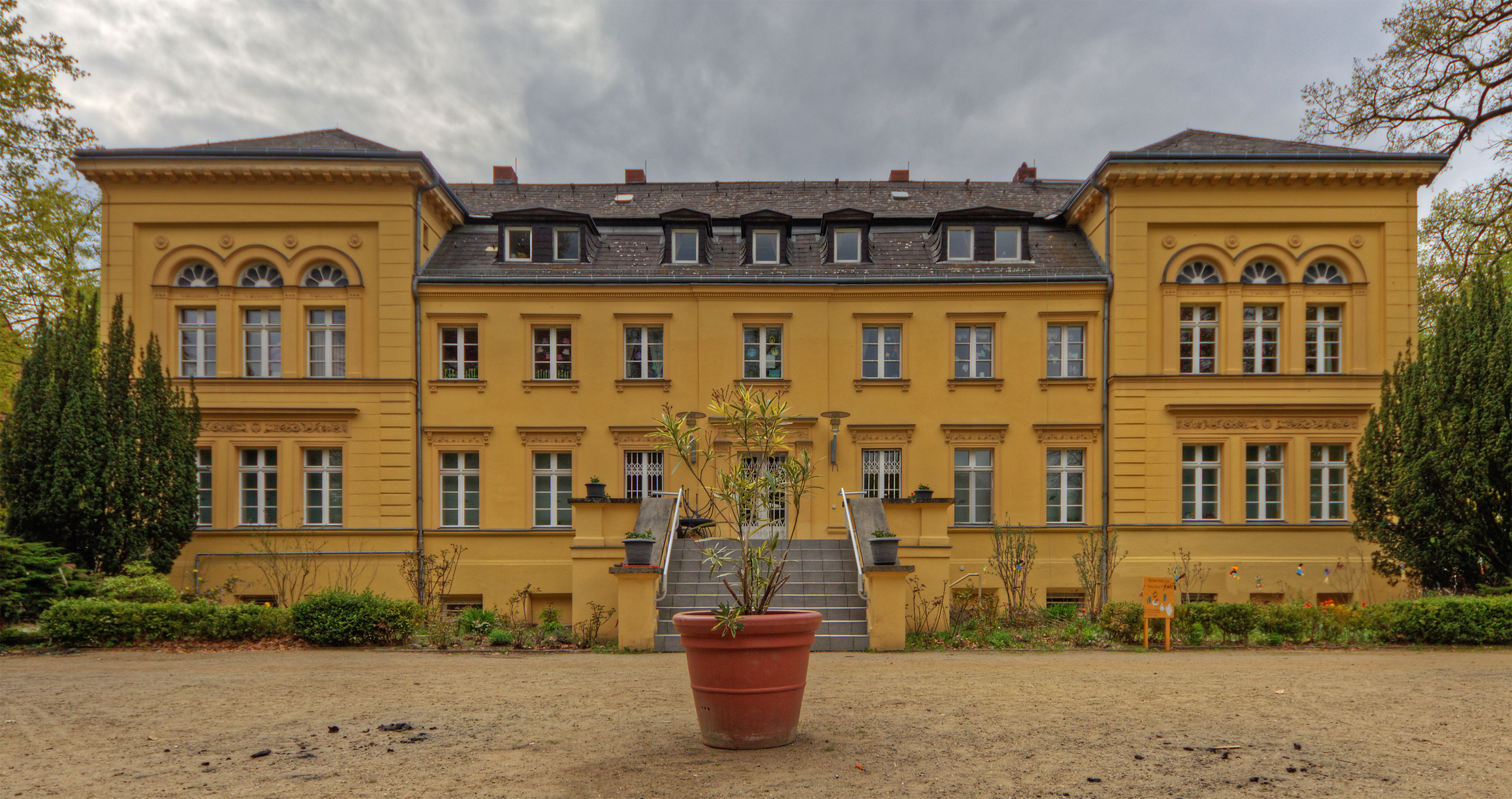
Lichterfelde Manor (Gutshaus Lichterfelde)
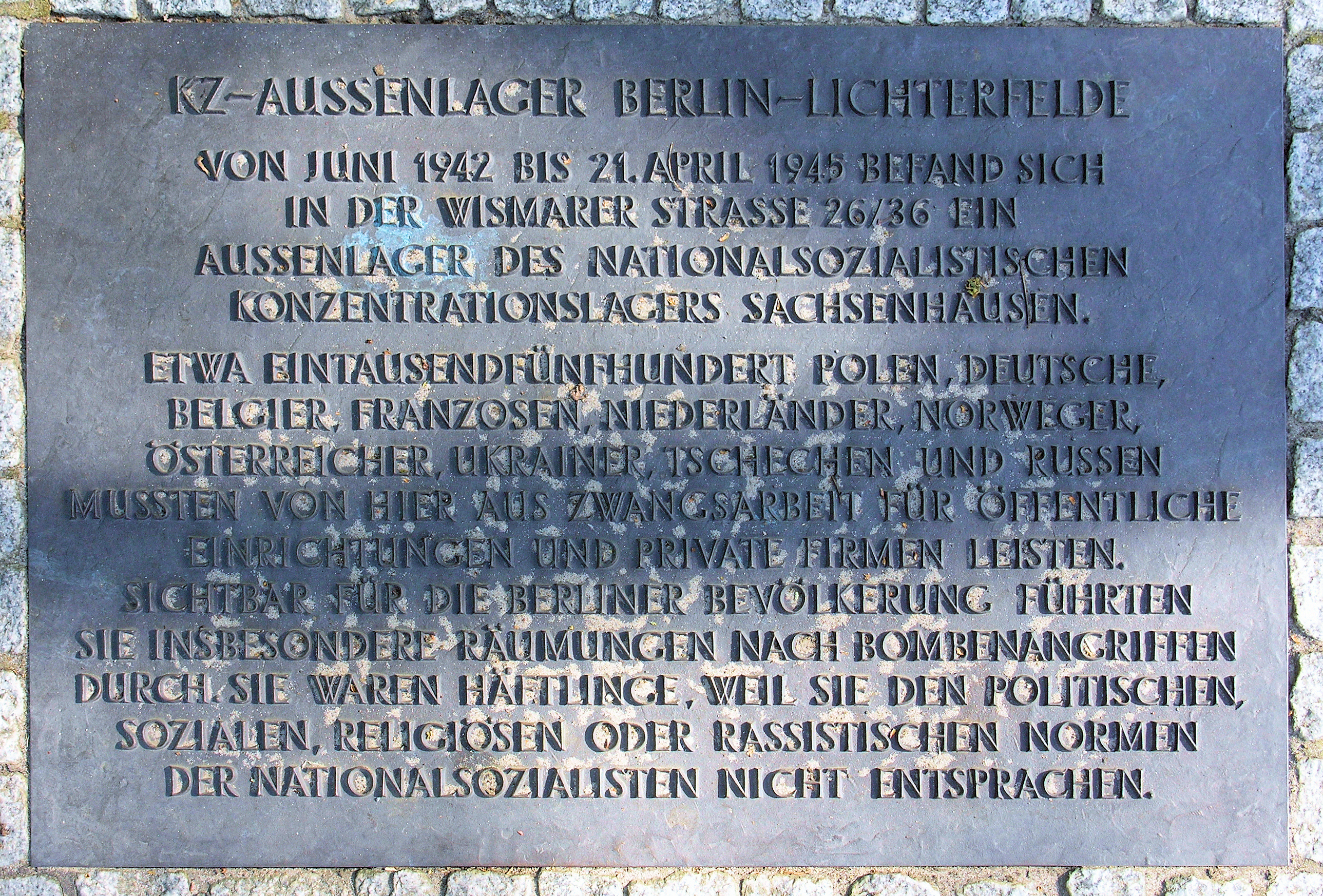
Memorial plaque, KZ Aussenlager Lichterfelde, Wismarer Straße 26
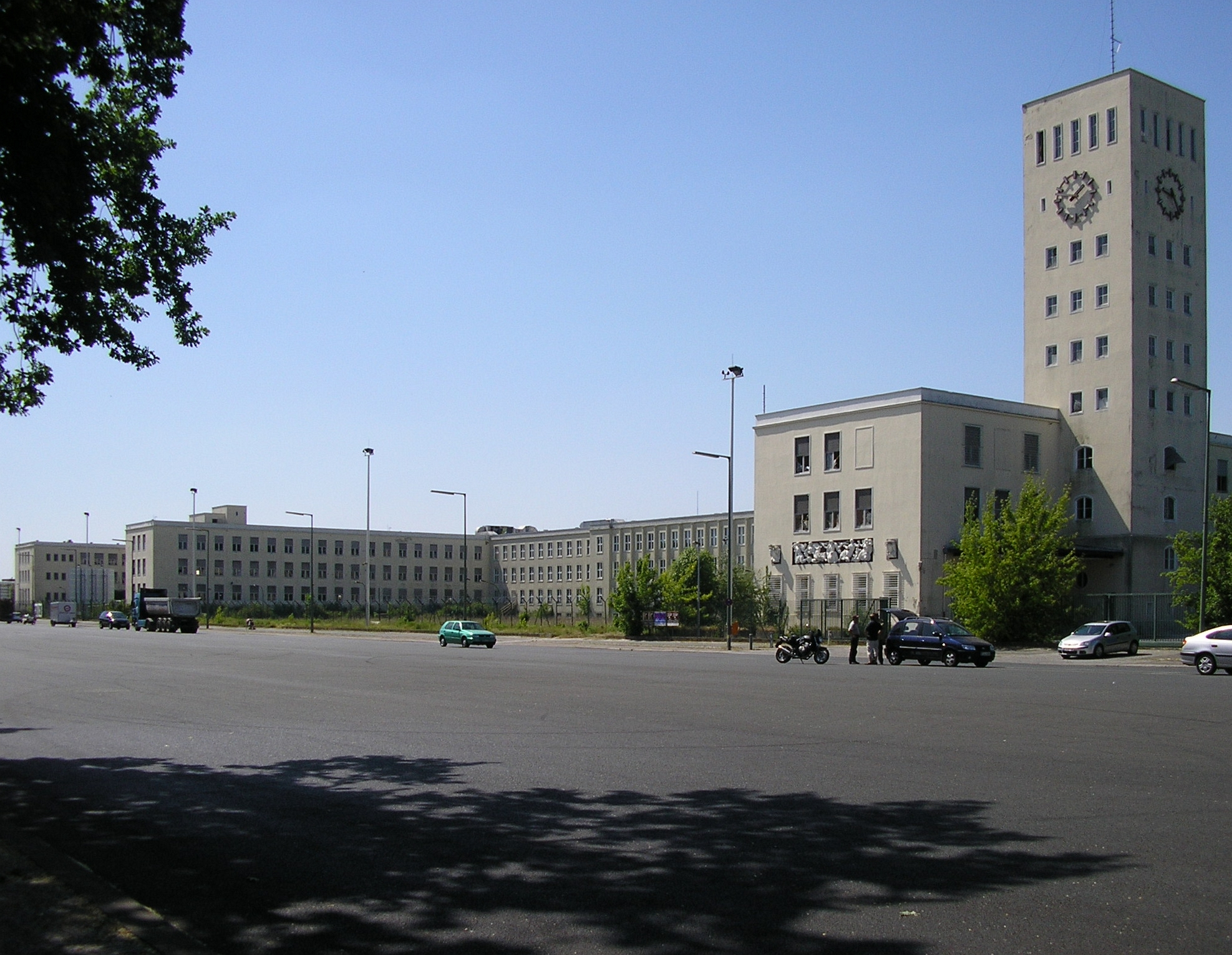
Telefunken Headquarters, later McNair Barracks
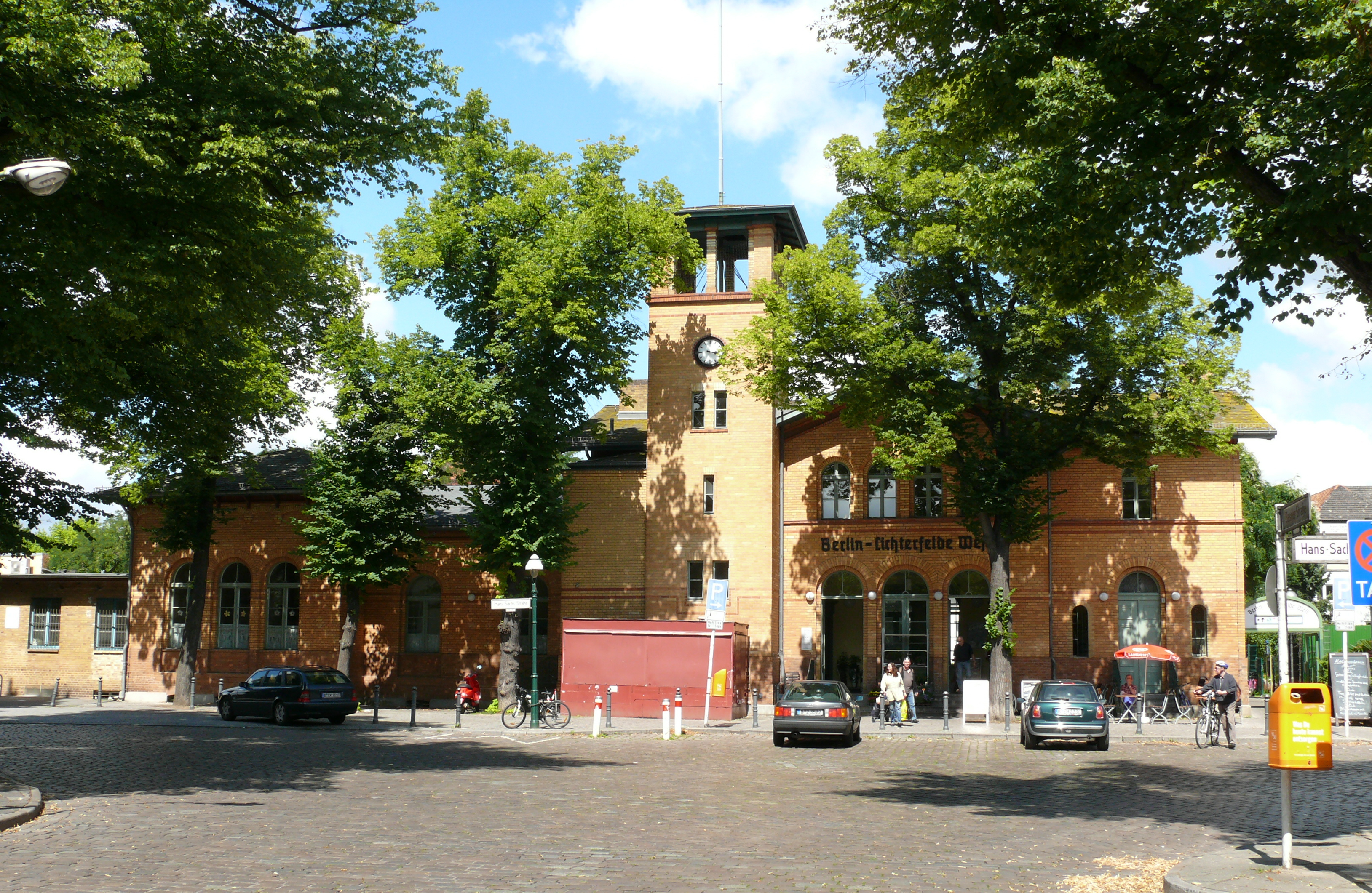
Berlin-Lichterfelde West station

## أعلام
- هرمان فون فرانسوا
- كارل إرنست
- هرمان يوليوس كولبي
- كارل ويلهلم ليوبولد كروغ

## روابط خارجية
- صورة لشعارات النبالة القديمة في ليشترفيلد
- Life in Andrews Barracks in 1969